# مامي قورصو
مامي قورصو  ، في الأصل فيليبو دي بينو  مواليد 1585  في بينو  ، في كورسيكا هو قرصان جزائري و كورسيكي اعتنق الإسلام . إنه وراء اختطاف عدة مئات من الكورسيين.

## السيرة
أسر فيليبو من قبل مورس ، واعتنق الإسلام وأخذ اسم مامي قورصو  ، وبالتالي استعاد حريته.
كان أيضًا ملازمًا لـ علج علي  ، وكان له صلة بحسن قورصو . وكان أيضا صديقا لسامبييرو قورصو .
في أكتوبر 1569 ، غادر علج علي فجأة الجزائر ، وترك إدارة المدينة لمامي قورصو.
في عام 1578 هاجم أورنانو، مسقط رأس أصدقائه دورنانو. وستواصل تعصف كورسيكا، وطنه ولم تتوقف منذ الغارة ما يقرب من ربع قرن من الزمان. في عام 1583 ، قامت مامي كورسو، على رأس جيش من المغاربة ، بشن هجوم على مدينة سارتين التي أحرقتها، حيث استول على 400 إلى 500 ساكن.